# محمد حقيق
محمد محمد عمران حقيق (13 أبريل 1924 – 18 نوفمبر 1980) موسيقي وممثل ومؤلف أغان ليبي والمهتم بالتراث الشعبي، أحد مُؤسسي النهضة الفنية في حقبة خمسينيات وستينيات القرن العشرين.

## السيرة
ولد في 13 أبريل 1924م في مدينة طرابلس، أطلق عليه لقب الفنان الشامل لتمتعه بقدرات فنية كبيرة وفريدة، بدأ تعليمه في كتّاب الشيخ الزرقاني في المدينة القديمة، ثم انتقل بعد ذلك إلى كتّاب حورية قرب محل إقامته، وفيه كوّن عدة صداقات مع من قدموا معه الكثير من الفن الليبي ومنهم : كاظم نديم ومختار الأسود وظافر حورية وحسن أبو خريص، كما حضر دروساً للشيخ علي سيالة، ويجيد حقيق اللغة الإيطالية قراءة وكتابة.
وكان حقيق مهتم وحريص دائما على ارتداء الزي الليبي المتكون من «القميص بالبوقال» و«الأزرار» و«السروال» و«الفرملة» و«البدعية» و«الزبون الياقوتي» و«الطاقية الرصّاعي» و« البسكل الحرير» و«البلغة الغدامسية المطرزة»، كما تميَّز بالخيزرانة المرصَّعة التي كان يحملها في يده.
ويُعد أوّل من أسس فرقة الفنون الشعبية في ليبيا، وأوّل من أسس صالونًا أدبيًا وفنيًا في بيته، وهو من أوائل من أتقنوا تعلم العزف على آلة البيانو والأورغ، وعرف بمهارته في العزف على الآت البزق والقانون والعود، وكذلك لم يخفي عشقه لفن السلاميات وأصول الطرب الشعبي القديم، فهو أحد أعضاء فرقة الإذاعة الموسيقية، ألف كلمات لأكثر من عشرين أغنية غناها كبار المطربين الليبيين من أشهرها: خود الريشة يا فنان - بعت المحبة – ماريتوش تلقوها شهادة – طير خطف عقلي وطار – يا جدي الغزال، وغيرها الكثير، وهو من القلائل الذين كتبوا الأغنية الفكاهية (المونولوج).

## علاقته بالمسرح
قام بدور البطولة في مسرحية (تحت الرماد) سنة 1954م، وشارك في العديد من الأعمال المسرحية التي عرضتها الفرقة القومية، ومنها: جناب المفتش - طبيب ونصف - كل شيء يتصلّح - اللي تظنه موسى يطلع فرعون، وغيرها، وكانت آخر أعماله بالمسرح مشاركته في تمثيل مسرحية (يوم القيامة)، التي قدَّمتها الفرقة الوطنية.

## علاقته بالإذاعة
بدأ العمل بالإذاعة منذ تأسيسها، ومن أبرز أعماله الإذاعية: برنامج حديث اليوم - أفراح البادية – بلاد الشجاعة يا بلادي، وغيرها.

## علاقته بالسينما
كانت لحقيق تجارب سينمائية مميزة، حيث قام ببطولة عدة أفلام منها: فيلم رسالة من ليبيا سنة 1970م من بطولة محمد حقيق وعمران المدنيني، وفيلم الذكريات 1976م من بطولة محمد حقيق و عمر الشويرف.

## مؤلفاته
ألف كتاب (الأمثال الشعبية في ليبيا) سنة 1978م. وهي دراسة هامة من سلسلة كتاب الشعب (الشركة العامة للنشر والتوزيع والإعلان) إذ فاقت غيرها في عدد الأمثال الشعبية بلغ 1154 مثلًا.

## الجوائز والتكريم
كُرم سنة 1978م بوسام العمل الصالح، وتحصل على وسام الريادة في عيد الوفاة سنة 1989م.

## وفاته
توفي في 18 نوفمبر 1980م.

## أولاده
له من الأبناء
- عبد المجيد حقيق الرياضي والمغني والملحن.[3]
- عبد الرحمن حقيق المؤلف وكاتب السيناريو المعروف
- الهادي حقيق الإعلامي والموثق للتراث والأمثال الشعبية صاحب برنامج كلام الزين،
- صلاح حقيق عازف الجيتار.